# Habrocestum kweilinensis
Habrocestum kweilinensis är en spindelart som beskrevs av Prószynski 1992. Habrocestum kweilinensis ingår i släktet Habrocestum och familjen hoppspindlar. Inga underarter finns listade i Catalogue of Life.